# Zip2
Zip2 là một công ty cung cấp và cấp phép phần mềm hướng dẫn du lịch thành phố trực tuyến cho các tờ báo. Công ty được thành lập tại Palo Alto, California với tên ban đầu là Global Link Information Network vào năm 1995 bởi Greg Kouri và hai anh em Elon Musk và Kimbal Musk. Ban đầu, Global Link cung cấp cho các doanh nghiệp địa phương một sự hiện diện trên Internet:61 nhưng sau đó bắt đầu hỗ trợ các tờ báo thiết kế các hướng dẫn du lịch trực tuyến trước khi được mua lại bởi Compaq vào năm 1999.